# دارورسانی نانوذرات

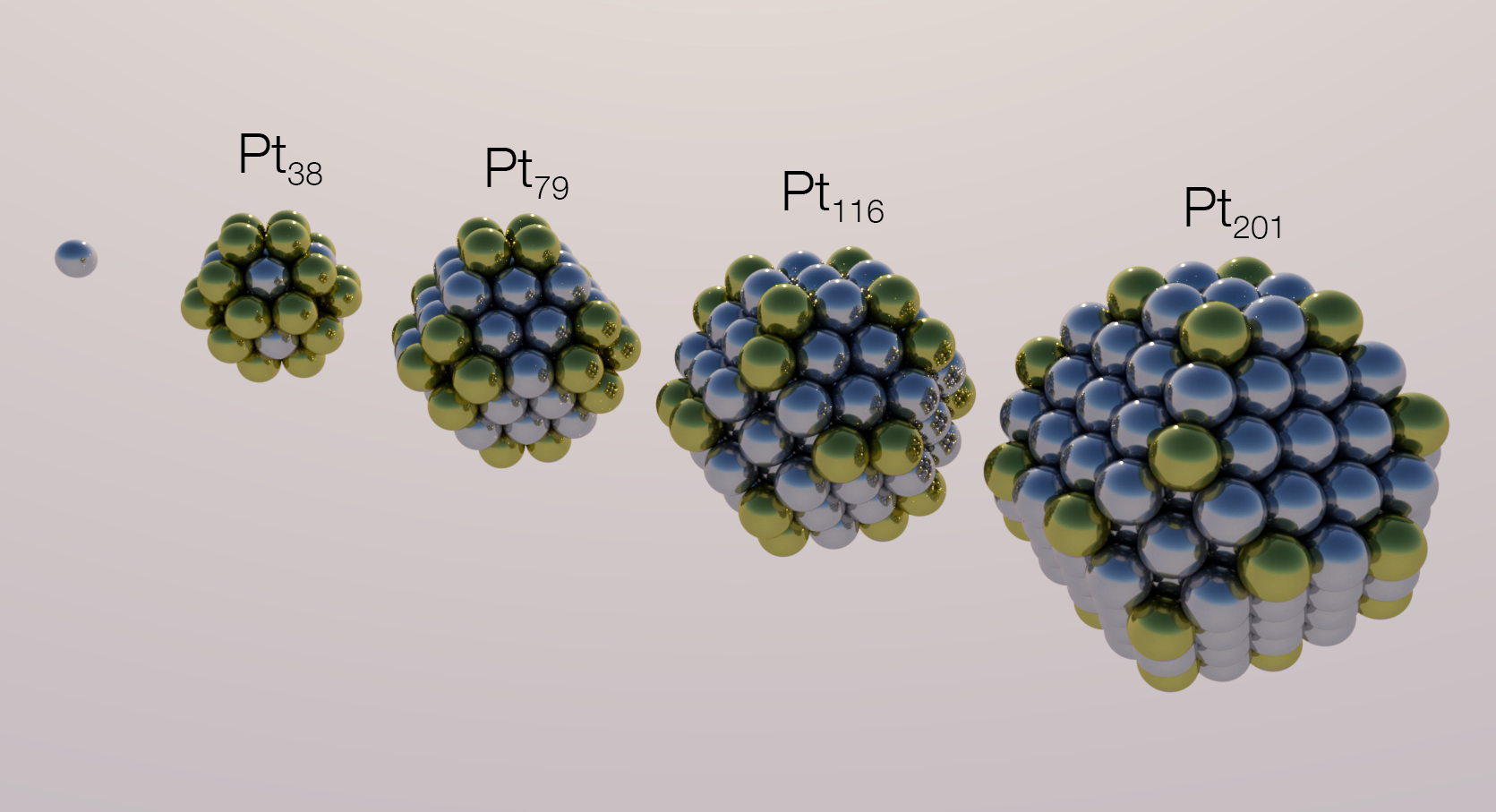
نانوذرات پلاتینومی در دمای 0 کلوین

سیستم‌های تحویل نانو ذرات دارویی فناوری‌های مهندسی هستند که از نانوذرات برای تحویل هدفمند و کنترل تولید داروهای درمانی استفاده می‌کنند. شکل مدرن یک سیستم تحویل دارویی باید عوارض جانبی را به حداقل برساند و میزان دوز و دوز مصرفی را کاهش دهد. به تازگی، نانوذرات به دلیل کاربرد بالقوه آنها برای تحویل مؤثر دارو، مورد توجه قرار گرفته‌اند نانومواد خواص شیمیایی و فیزیکی مختلف یا اثرات بیولوژیکی را نسبت به همتایان بزرگتر، ارائه می‌دهند که می‌توانند برای سیستم‌های تحویل دارو مفید باشند. برخی از مزایای مهم نانوذرات عبارتند از: نسبت بالای سطح به حجم، قابلیت شبیه‌سازی شیمیایی و هندسی و توانایی آنها برای تعامل با مولکول‌های زیستی برای تسهیل جذب در غشای سلولی. مساحت سطح زیاد همچنین موجب جذب زیاد مواد مخدر و مولکول‌های کوچک مانند لیگاندها یا آنتی‌بادی‌ها برای هدف‌گیری و آزاد سازی کنترل شده، شده‌است. نانو ذرات شامل یک خانواده بزرگ از مواد آلی و معدنی می‌شود. هر ماده دارای ویژگی‌های قابل تنظیم منحصر به فرد است بنابراین می‌تواند به صورت انتخابی برای کاربردهای خاص طراحی شده باشد. علی‌رغم مزایایی که بسیاری از نانوذرات دارند، چالش‌های متعددی نیز وجود دارد که شامل موارد زیر می‌شود: سمیت نانو ، انتشار بیولوژیکی و جمع‌آوری و آزادسازی نانوذرات توسط بدن انسان. مؤسسه ملی تصویربرداری زیست پزشکی و مهندسی زیست، چشم‌انداز‌های زیر را برای تحقیقات آینده در زمینه سیستم‌های تحویل داروهای نانوذرات منتشر کرده‌است:
1. عبور از سد خونی مغزی (BBB) در بیماری‌ها و اختلالات مغزی؛
2. افزایش تحویل داخل سلولی هدفمند برای اطمینان از رسیدن مواد درمانی به ساختارهای داخل سلولی صحیح؛
3. ترکیب تشخیص و درمان[۲]

https://doi.org/10.22037/afb.v11i1.43923
با این حال، توسعه یک سیستم جدید مواد مخدر نسبتاً وقت گیر است؛ تقریباً هفت سال طول می‌کشد تا تحقیق و توسعه بنیادی را قبل از پیشرفت در مطالعات پیش از موعدحیوانات انجام دهند.

## تعیین مشخصات
تحویل داروی نانوذرات بر حداکثر رساندن اثربخشی دارو و به حداقل رساندن سمیت سلولی متمرکز است. تنظیم دقیق خواص نانو ذرات برای تحویل دارو به‌طور مؤثر، شامل موارد زیر می‌شود. نسبت سطح به حجم نانو ذرات را می‌توان تغییر داد تا لیگاند بیشتری را به سطح تبدیل کند. افزایش کارایی اتصال لیگاند می‌تواند باعث کاهش دوز و به حداقل رساندن سمیت نانوذرات شود. با کاهش دوز یا فرکانس دوز، توده نانوذرات در هر توده دارو نیز کاهش می‌یابد، در نتیجه راندمان بیشتر می‌شود. عملکرد سطحی نانوذرات یکی دیگر از جنبه‌های مهم طراحی است و اغلب بوسیله ترکیب زیستی یا جذب غیرفعال مولکول‌ها بر روی سطح نانوذرات انجام می‌شود. با کارکردن سطوح نانوذرات با لیگاندهای که باعث افزایش وابستگی به دارو، سرکوب پاسخ ایمنی یا فراهم آوردن قابلیت‌های هدف / کنترل آزاد می‌شوند، هر دو اثر بیشتر و سمیت کمتری به دست می‌آورند. اثربخشی با تحویل دادن داروی بیشتر به محل هدف افزایش می‌یابد و عوارض جانبی سمی با به حداقل رساندن سطح مواد مخدر در بدن کاهش می‌یابد. ترکیب نانوذرات را می‌توان با توجه به محیط هدف یا اثر مورد نظر انتخاب کرد. به عنوان مثال، نانوذرات مبتنی بر لیپوزوم می‌توانند پس از تحویل از نظر زیستی تجزیه شوند بنابراین خطر انباشت و سمیت بعد از اینکه محموله‌های درمانی آزاد شدند، کاهش می‌یابد. نانوذرات فلزی مانند نانو ذرات طلا دارای خصوصیات نوری (که در نانومواد نیز توصیف می‌شوند) هستند که به تکنیک‌های تصویربرداری تهاجمی اجازه می‌دهند که کاهش یابند علاوه بر این، پاسخ فوتوترمال نانوذرات به تحریک نوری می‌تواند به‌طور مستقیم برای درمان تومور استفاده شود.

## مواد
سیستم‌های تحویل دارویی نانوذرات فعلی را می‌توان بر اساس ترکیب مواد آنها به چند دسته‌بندی تقسیم‌بندی کرد: نانوذرات پلیمری، نانوذرات معدنی، نانوذرات ویروسی و نانوذرات مبتنی بر لیپید. هر خانواده دارای ویژگی‌های منحصر به فرد آن است.

### نانوذرات پلیمری
نانوذرات پلیمری پلیمرهای ترکیبی هستند که اندازه آنها بین ۱۰ تا ۱۰۰ نانومتر است. نانوذرات پلیمری ترکیبی شامل پلی اکریلید، پلی اکریلات و کیتوزان هستند. مولکول‌های دارو می‌توانند در طول یا بعد از پلیمریزاسیون گنجانیده شوند. هستند. مولکول‌های دارو می‌توانند در طول یا بعد از پلیمریزاسیون بپیوندند. بسته به نوع پلیمریزاسیون شیمیایی، این دارو می‌تواند به صورت کووالانسی متصل یا در یک هسته آبگریز بسته‌بندی یا به صورت الکترواستاتیکی متصل شده باشد استراتژی‌های مشترک مصنوعی برای نانوذرات پلیمری شامل روش‌های میکرو فلوئیدیک، الکتروتروپین، همگن شدن فشار بالا و پلیمریزاسیون بین فازهای مبتنی بر امولسیون است. تجزیه زیستی پلیمر یکی از جنبه‌های مهم در انتخاب مواد شیمیایی نانوذرات مناسب است. نانوذرات متشکل از پلیمرهای تجزیه پذیر زیستی که در بدن دسخوش تجزیه می‌شوند، مولکول‌های کوچک سازگار با محیط زیست مانند اسید لاکتیک و اسید گلیکولیک تولید می‌کنند. درخت پارها (یا دندریمرها) پلیمرهای مصنوعی با شاخه‌های بسیار زیاد منحصر به فرد با اندازه یکنواخت، ساختار به خوبی تعریف شده و یک سطح انتهایی بسیار کاربردی هستند. مولکول‌های دارویی را می‌توان در داخل دندریمرها بارگذاری یا بر روی سطح انتهایی شاخه‌ها از طریق تعامل الکترواستاتیک یا اتصال کوانتومی متصل کرد ترکیب دارو و دندریمر می‌تواند نیمه عمر داروها را طولانی کند. در حال حاضر، استفاده از دندریمر در سیستم‌های بیولوژیکی به دلیل سمیت دندریمر و محدودیت‌های روش‌های سنتز آنها محدود شده‌است. دندریمرها همچنین در محدوده اندازه باریکی (<۱۵ نانومتر) قرار دارند و به همین دلیل روش‌های سنتز فعلی دارای عملکرد پایینی هستند. گروه‌های سطحی به میزان بسته‌بندی انبوه ظرفیت de Gennes (در زبان فرانسه: از جنس) در سطح تولیدی زیاد دست خواهند یافت که قسمت درونی را از محلول‌های فشرده پر می‌کنند. این می‌تواند برای کپسوله سازی مولکول‌های دارویی هیدروفاژ و ملکول محلول مناسب باشد. مهر و موم را می‌توان با تعاملات داخل مولکولی بین گروه‌های سطوح مجاور، که می‌تواند با شرایط محلول، مانند pH، قطبیت و درجه حرارت متغیر، ملک است که می‌تواند برای پوشش کپسوله سازی و خواص کنترل آزاد استفاده شود، تنظیم می‌شود.

### نانوذرات معدنی
نانوذرات معدنی به دلیل ویژگی‌های به خوبی تعریف شده و با قابلیت بالای تنظیم خود، از قبیل اندازه، شکل و عملکرد پذیری سطح، به عنوان بلوک‌های ساختمانی بسیار ارزشمند برای سیستم‌های تحویل دارویی تبدیل شده‌اند. آنها تا حد زیادی در استفاده‌های بیولوژیکی و پزشکی اعم از تصویربرداری و تشخیص تا تحویل دارو مورد مصرف قرار گرفته‌اند. اثربخشی تحویل دارو نیز به ویژگیهای نانوذرات بستگی دارد که باید کاملاً مورد مطالعه قرار گیرد. نانوذرات غیر معدنی، مانند نانوذرات طلا، دارای خصوصیات خاصی هستند که می‌توانند برای تحویل داروهای فعال استفاده شوند یا به اثرات درمانی فرعی اضافه می‌شوند. چالش‌ها همچنین از تعاملات این مواد با سیستم‌های بیولوژیکی، سمیت و پاک سازی سریع توسط بدن انسان بوجود می‌آیند.

### تحویل لیپوزوم
لیپوزوم‌ها حباب‌های کروی هستند که خود را در محلول‌های آبی تشکیل می‌دهند. کیسه کوچک حاصل، که دارای یک هسته آبی محصور شده توسط یک غشاء آبگریز است، می‌تواند با انواع مختلفی از مولکول‌های آبگریز یا آب دوست برای اهداف درمانی پر شود. لیپوزوم‌ها معمولاً با فسفولیپیدهای طبیعی، که عمدتاً فسفاتیدیل کولین می‌باشد سنتز می‌شوند. کلسترول اغلب در فرمولاسیون‌ها برای تنظیم سفتی غشا و افزایش پایداری و استحکام وجود دارد. محموله‌های مولکولی از طریق تشکیل لیپوزوم در محلول‌های آبی، تبادلگر حلال یا افت‌های نسبی pH، بارگذاری می‌شوند. مولکول‌های مختلف نیز می‌توانند به صورت شیمیایی به سطح لیپوزوم متصل شوند تا خواص عامل‌های شناسایی را تغییر دهند. یکی از اصلاحات معمول، اتصال پلی اتیلن گلیکول (PEG) به سطح کیسه کوچک لیپوزومی است. پلیمرهای آبدوست مانع تشخیص ماکروفاژها شده و مانع از پاکسازی می‌شوند. اندازه، بار سطحی و سیالیت دو لایه نیز باعث تغییر سرعت تحویل لیپوزومی می‌شوند. لیپوزوم‌ها از جریان خون به فضای بینابینی در نزدیکی محل مورد نظر پخش می‌شوند. همان‌طور که غشای سلولی خود را از فسفولیپید تشکیل می‌دهد، لیپوزوم‌ها می‌توانند به‌طور مستقیم با غشاء مخلوط شوند و محموله را به سیتوزول آزاد کنند یا از طریق فاگوسیتوز یا دیگر راه‌های انتقال فعال وارد سلول شوند. تحویل لیپوزوم دارای مزایای مختلف است از جمله لیپوزوم‌ها باعث افزایش حلالیت، ثبات و جذب مولکول‌های دارویی می‌شود. پپتید، پلیمر و دیگر مولکول‌ها می‌توانند به سطح یک لیپوزوم برای تحویل هدفمند متصل شوند. اتصال لیگاندهای مختلف می‌تواند به اتصال به سلول‌های هدف بر اساس اثر متقابل لیگاند گیرنده کمک کند. تغییر اندازه کیسه کوچک لیپوزومی و سطح شیمیایی آن نیز می‌تواند برای افزایش زمان گردش تنظیم شود. داروهای لیپوزوم تأیید شده توسط FDA در ایالات متحده استفاده بالینی دارند. داروهای آنتراسیکلین دکسوروبیسین با لیپوزوم‌های فسفولیپید و کلسترول برای درمان ایدز -که منجر به سارکوم کاپوس و میلوم چندگانه می‌شود- با اثربخشی بالا و سمیت کم به سلول‌ها فرستاده می‌شوند. بسیاری از افراد دیگر نیز تحت آزمایشات بالینی قرار می‌گیرند و تحویل داروهای لیپوزومی امروزه همچنان یک حوزه فعال تحقیقاتی با کاربرده‌های بالقوه ای مانند درمان اسید نوکلئیک، هدف‌گیری مغز و درمان تومور است.

### وکتورهای ویروسی، ذرات ویروسی مانند و نانوذرات بیولوژیکی
ویروس‌ها می‌توانند برای ارائه ژن برای مهندسی ژنتیک یا ژن درمانی استفاده شوند. ویروسهایی که معمولاً مورد استفاده قرار می‌گیرند شامل آدرن ویروس‌ها، رترو ویروس‌ها و باکتریوفاژهای مختلف هستند. سطح ذرات ویروسی نیز می‌تواند با لیگاندها تغییر کنند تا قابلیت‌های هدفمند سازی را افزایش دهند. گرچه ویکتورهای ویروسی می‌توانند برای کارایی بالا مورد استفاده قرار بگیرند، اما نگرانی ای که وجود دارد این است که ممکن است به دلیل روند طبیعی آن‌ها باعث از بین بردن محل‌های هدف شوند. این موضوع معمولاً نیاز به جایگزینی پروتئین‌ها دارد که باعث ایجاد تعامل بین ویروس‌ها و پروتئین‌های کیمریک می‌شود. علاوه بر استفاده از ویروس‌ها، مولکول‌های دارویی نیز می‌توانند در ذرات پروتئینی حاصل از کپسیدهای ویروسی یا ذرات ویروسی مانند (VLpها) قرار بگیرند. VLpها آسان‌تر از ویروس‌ها تولید می‌شوند و یکنواختی ساختار آنها اجازه می‌دهد تا VLPها در مقادیر زیادی تولید شوند. VLPها همچنین دارای سطوحی هستند که به آسانی اصلاح می‌شوند که امکان تحویل هدفمند آن‌ها را فراهم می‌سازند. روش‌های مختلفی برای بسته‌بندی مولکول‌ها در کپسید وجود دارد؛ مولکول‌ها بیشتر مزیتی که قابلیت‌های کپسید دارد را برای متراکم کردن خود استفاده می‌کنند. یکی از استراتژی‌ها، ایجاد تغیر در شیب PH محیط بیرونی کپسید، برای ایجاد خلل در سطح آن و به دام انداختن مولکول مورد نظر است.. روشی دیگر که وجود دارد این است که از جمع‌کننده‌هایی مانند زیپ‌های لوسین یا آمفیفیل‌های پلیمر DNA استفاده می‌کنند تا ساختار کپسید را تحریک و مولکول‌های دارو جذب کنند. همچنین ممکن است داروها اکثرشان مستقیماً به‌طور شیمیایی در محل‌های واکنش پذیری که روی سطح کپسید وجود دارد، پیوندهای آمیدی ایجاد کنند. پس از معرفی ارگانیسم VLPها به ویژگی‌های آن‌ها می‌پردازیم؛ که اغلب دارای توزیع بافت گسترده، ترخیص سریع و عموماً غیر سمی هستند. با این وجود، ممکن است شبه ویروس‌ها پاسخ‌های ایمنی را برانگیزند، بنابراین ممکن است لازم بدانیم عاملهای ایمنی حفظ شوند.

## مکانیسم تحویل و پخش
یک سیستم تحویل دهنده ایده‌آل دارویی باید هدف مؤثر و آزادسازی کنترل شده‌ای داشته باشد. دو راهکار اصلی، هدف‌گیری منحصر به فرد و فعال است. هدف‌گیری غیرفعال به این واقعیت بستگی دارد که تومورها دارای رگ‌های خونی با ساختار غیرطبیعی باشند که منجر به انباشت ماکرومولکول‌ها و نانوذرات نسبتاً بزرگ شوند. این به اصطلاح نفوذ پذیری افزایش یافته و اثر حفظ (EPR) اجازه می‌دهد تا حامل دارو به‌طور خاص به سلول‌های تومور منتقل شود. هدف‌گیری فعال، همان‌طور که از نامش معلوم است، بسیار ویژه تر و با استفاده از همکاری‌هایی که از تعامل گیرنده-لیگاند در سطح غشای سلولی وجود دارد، حاصل می‌شود. سیستم‌های آزادسازی کنترل شده دارو را می‌توان با روش‌های مختلفی به دست آورد. سیستم‌های تحویل دارویی برنامه‌ریزی شده برای انتشار مواد فعال در سراسر غشاء تنظیم شده‌اند. یکی دیگر از مکانیسم‌های تحویل-آزادسازی، تحویل دارویی فعال تعدیل شده‌است که در آن انتشار توسط محرک‌های محیطی ایجاد می‌شود. محرک‌ها می‌توانند خارجی، از قبیل معرفی یک فعال کننده شیمیایی، فعال سازی با نور یا میدان الکترومغناطیسی، یا بیولوژیکی باشند مانند pH، دما و فشار اسمزی که می‌توانند به‌طور گسترده در سراسر بدن متفاوت باشند.

### نانوذرات پلیمری
برای نانوذرات پلیمری، القاء واکنش‌های تحریک کننده معمولاً به شدت به پلیمرهای شناخته شده‌ای متکی هستند ک که دارای یک انگیزه ذاتی برای تحریک کردن یا واکنش پذیری هستند. پلیمرهای خاصی که می‌توانند به علت تغییرات دما یا pH، تغییرات فاز قابل برگشت را تجربه کنند، منافعی را ایجاد کرده‌اند. مسلماً پلیمرهای بیشتر استفاده شده برای تحویل تعادلی فعال، پلی مشتقات پلیمری (N-isopropylacrylamide) مقاوم در برابر حرارت می‌باشند. این محلول به راحتی در آب در دمای اتاق حل می‌شود اما از لحاظ برگشت‌پذیری از زمانی که درجه حرارت از دمای محلول بحرانی (LCST) بالاتر رود، از شکل زنجیره ای گسترده به یک زنجیره فروریخته تغیر می‌یابد. این ویژگی راهی برای تغییر خاصیت آبدوستی یک پلیمر از طریق درجه حرارت را فراهم می‌کند. همچنین تلاش‌ها، بر سیستم‌های تحویل دارویی پاسخ دهنده دوگانه را در مرکز توجه قرار می‌دهند که این سیستم‌ها می‌توانند برای کنترل انتشار داروی کپسوله شده مورد استفاده قرار گیرند. به عنوان مثال، کوپلیمر سه بعدی از پلی (اتیلن گلیکول) -b-poly (3-آمینوپروپیل-متاکریلامید) -b-poly (N-isopropylacrylamide) (PEG-b-PAPMA-b-PNIPAm) می‌توانند خود را در شکل میسل‌ها و با داشتن یک ساختار core-shell- corona در دمایی بالاتر از دمای محلول بحرانی تشکیل دهند. این برای pH نیز صادق است؛ بنابراین، آزاد سازی دارو می‌تواند با تغییر درجه حرارت یا PH تنظیم شود.

### نانوذرات معدنی
استراتژی تحویل داروهای نانوذرات معدنی بستگی به خواص مواد دارد. هدف‌گیری فعال حامل‌های دارویی نانوذرات غیر معدنی اغلب به وسیله فعال شدن سطح با لیگاندهای خاصی از نانوذرات به دست می‌آید. به عنوان مثال، ناقل نانویی چند منظوره معدنی (5-FU / Fe3O4 / αZrP @ CHI-FA-R6G) قادر به انجام تصویربرداری نوری و درمان به‌طور همزمان است. این ماده را می‌توان به محل سلول‌های سرطانی با رفتار انتشار پایدار هدایت کرد. مطالعاتی روی واکنش نانوذرات طلا به نور محلی مادون قرمز (NIR) به عنوان یک محرک برای آزادسازی دارو انجام شده‌است. در یک مطالعه، نانوذرات طلا که با DNA دو رشته‌ای که حاوی مولکول‌های دارویی بودند، فعال شدند، نور NIR را تابیدند. ذرات گرما تولید کرده و DNA دو رشته‌ای را تخریب کرده و باعث آزاد شدن مواد دارویی در محل هدف شدند. مطالعات همچنین نشان می‌دهد که یک ساختار متخلخل برای رسیدن به انتشار پایدار یا پالسیتی (ضربانی) سودمند است. مواد معدنی متخلخل دارای پایداری مکانیکی و شیمیایی زیاد در محدودهٔ فیزیولوژیکی هستند. خواص سطح مشخصی از قبیل حجم منافذ، توزیع قطر منافذ کوچک و سطح بالای آن، امکان جذب داروها، پروتئین‌ها و دیگر مولکول‌های بیوژنیک را با الگوهای آزادسازی قابل پیش‌بینی و قابل تجدید فراهم می‌کند.

## سمیت
برخی از خواص مشابهی که نانوذرات به واسطه آن‌ها به صورت داروهای کارآمدی درآمده اند باعث سمیت آن‌ها نیز شده‌اند. به عنوان مثال، نانوذرات طلا که با فعل و انفعال با پروتئین‌ها به وسیله جذب سطحی شناخته شده‌اند، می‌توانند برای بارگذاری محموله و محافظت ایمنی استفاده شوند. با این حال، این ویژگی جذب پروتئین نیز می‌تواند عملکرد پروتئینی طبیعی را که برای هومئوستازی، ضروری است، مخصوصاً هنگامی که پروتئین، حاوی گروه‌های سدیم محافظت نشده باشد، مختل کنند. اثر فتوترمال، که می‌تواند باعث از بین بردن سلول‌های تومور شود، همچنین ممکن است گونه‌های اکسیژن واکنش پذیری را ایجاد کند که فشار اکسیدکنندگی را بر سلول‌های سالم اطراف تحمیل می‌کند. نانوذرات طلا با ابعاد کمتر از ۴–۵ نانومتر در حفره‌های DNA قرار می‌گیرند که می‌توانند رونویسی، تنظیم ژن، تکثیر و دیگر فرایندهای دخیل در اتصال DNA-پروتئین را تحت تأثیر قرار دهند. فقدان تجزیه پذیری زیستی برای برخی از مواد شیمیایی نانوذرات می‌تواند منجر به انباشت در بافت‌های خاصی شود و بنابراین به طیف وسیعی از فرایندهای بیولوژیکی منجر می‌شود. در حال حاضر چارچوب نظارتی در ایالات متحده برای آزمایش نانوذرات برای تأثیر کلی آنها بر سلامت و محیط زیست وجود ندارد.